# Kalimagnezja
Kalimagnezja – nawóz potasowy składający się z siarczanu potasu (K
2SO
4; 26–30%) i siarczanu magnezu (MgSO
4; 25–38%).

## Otrzymywanie
Otrzymywany jest najczęściej z langbajnitu (2MgSO
4·K
2SO
4) lub poprzez działanie roztworu siarczanu magnezu (występującego naturalnie jako epsomit i kizeryt) na roztwór chlorku potasu. Obie sole miesza się w stosunku równomolowym. Z roztworu krystalizuje sześciowodny siarczan magnezu potasu, K
2SO
4·MgSO
4·6H
2O, czyli kalimagnezja:
2KCl + 2MgSO
4 + 6H
2O  →  K
2SO
4·MgSO
4·6H
2O↓ + MgCl
2
Taki sam skład chemiczny, K
2SO
4·MgSO
4·6H
2O, ma minerał pikromeryt (schönit). Nazwę kalimagnezja należy stosować do produktu uzyskanego sztucznie.

## Zastosowanie
Nawóz ten wykazuje:
- dobre właściwości fizyczne, nie jest higroskopijny, nie zbryla się i dlatego jest łatwy w wysiewaniu[2]
- nie zawiera chlorków, dlatego jest odpowiedni pod rośliny wrażliwe na chlor[1]
- nadaje się na wszystkie gleby[1].
- może być mieszany na krótko przed rozsianiem z superfosfatem i siarczanem amonu lub tomasyną i azotniakiem[1].
- wysiewany jest bezpośrednio lub kilka dni przed siewem, lub sadzeniem roślin i od razu bronuje[1].

Ponadto kalimagnezję stosuje się do otrzymywania siarczanu potasu. Roztwór kalimagnezji traktuje się kolejną porcją roztworu chlorku potasu. Z mieszaniny krystalizuje docelowa sól:
2KCl + K
2SO
4·MgSO
4  →  2K
2SO
4↓ + MgCl
2